# Mạnh tài nhân

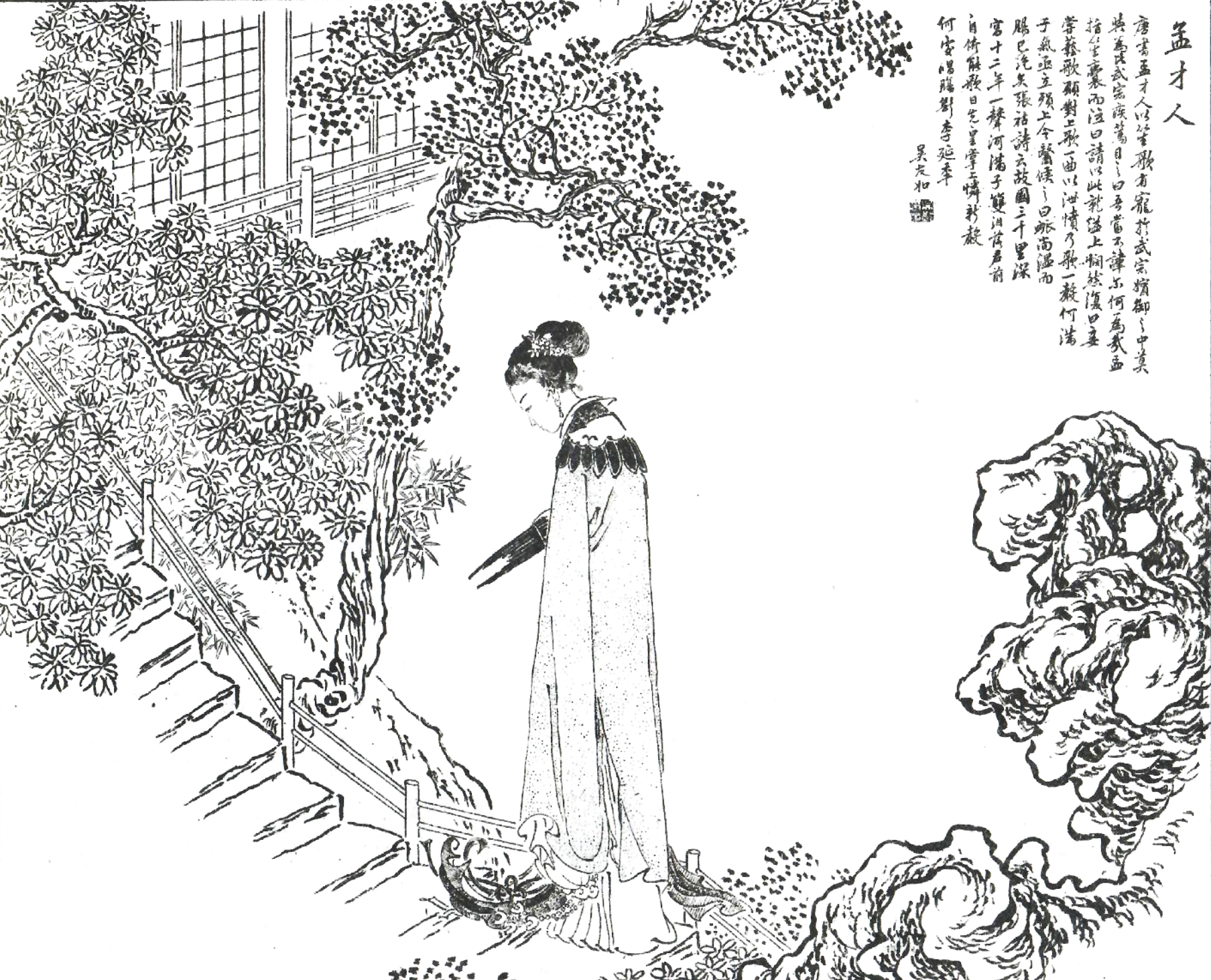

Mạnh Tài nhân (chữ Hán: 孟才人) là một phi tần của Đường Vũ Tông Lý Viêm. Sự tích của nàng chỉ lưu lại trong bài tự thuật của thi nhân lúc bấy giờ là Trương Hỗ (张祜), còn trong chính sử không nhắc đến nàng.
Bà và Vương Tài nhân nổi tiếng là hai vị phi tần tình nguyện chết theo Đường Vũ Tông. Vương Tài nhân tuẫn táng sau khi Vũ Tông mất, còn Mạnh Tài nhân vì bi thương quá độ nên mất ngay trước Vũ Tông.

## Tiểu sử
Không rõ quê quán xuất thân của Mạnh thị. Đương thời bà là tài nữ xuất chúng, năng ca thiện vũ, được Đường Vũ Tông lưu lại sủng hạnh và phong làm Tài nhân.
Khi Đường Vũ Tông bệnh trọng, hoàng đế hỏi Mạnh tài nhân rằng: "Trẫm chết rồi thì ngươi định làm gì?". Mạnh tài nhân bèn đáp: "Nguyện theo Bệ hạ đến cửu tuyền". Vũ Tông bèn im lặng.
Ngay sau đó, hoàng đế yêu cầu Mạnh Tài nhân xướng một khúc để tỏ tấm lòng, nàng xướng một khúc "Hà Mãn tử" (何满子) thì do kinh thương quá độ mà ngất lịm đi bên đại tháp nơi Vũ Tông ngồi. Vũ Tông kêu thái y đến xem xét thì cho biết nàng đã ngừng thở. Không lâu sau, Đường Vũ Tông cũng qua đời. Tương truyền, lúc đưa quan tài Vũ Tông đi, đột nhiên nặng như đá, 5 người đàn ông lực lưỡng nhấc không nổi, nhưng đến khi đưa quan tài Mạnh tài nhân ra thì bỗng nhấc lên được ngay.

## Thán khúc
Thi nhân Trương Hỗ có làm một bài Mạnh tài nhân thán (孟才人叹):
| 孟才人叹 ... 偶因歌态咏娇颦 传唱宫中十二春 却为一声何满子 下泉须吊孟才人 | Mạnh tài nhân thán ... Ngẫu nhân ca thái vịnh kiều tần, Truyện xướng cung trung thập nhị xuân. Tức vi nhất thanh hà mãn tử, Hạ tuyền tu điếu mạnh tài nhân. |